# 東平君
東平君（韓語：동평군，1660年5月16日（四月初八）—1701年12月7日（正月初六）），諱李杭（韓語：이항），是朝鮮王朝時代的王族成員。

## 生平
李杭是朝鮮王朝第16代君主仁祖的孫子，崇善君李澂與永豐郡夫人平山申氏的長子，初封東平副正，後升為東平君。
東平君在肅宗十三年（1687年）六月曾赴燕京，不久大司諫李奎齡、司諫沈枰、獻納沈思泓、正言金洪福等人上奏彈劾他惠民署提調的官職，令舉朝譁然，官員南九萬也大力指責此舉，但後來他自己也在次年辭任此職。
肅宗十五年（1689年），李杭被任命為謝恩使及奏請正使。
肅宗二十七年（1701年），東平君涉嫌與張禧嬪的兄長張希載有來往而被流放，同年在絕島被賜死。
高宗元年（1864年），高宗恢復了他的名譽和爵位。

## 家族關係
- 祖父：朝鮮仁祖李倧
- 祖母：廢貴人趙氏
- 父親：崇善君李澂
- 母親：永豐郡夫人 平山申氏
- 正室：錦城郡夫人 朴蕙，羅州人朴世樟（朝鲜语：박세장）女[10][11]
  - 長子：潘陽都正李炤
  - 次子：潘陵君李炫
  - 長女：適尹敬龜

## 附註
1. ↑  《肅宗實錄》22卷·十六年正月初六條
2. ↑  《承政院日記》仁祖二十六年八月十九條
3. 1 2 3  《璿源系譜紀略》14卷·仁祖大王
4. ↑  《肅宗實錄》18卷·十三年六月初四條
5. ↑  《肅宗實錄》18卷·十三年八月十七條
6. ↑  《肅宗實錄》19卷·十四年十月十五條
7. ↑  《肅宗實錄》21卷·十五年五月十五條
8. ↑  《肅宗實錄》35卷·二十七年十月十三條
9. ↑  《高宗實錄》1卷·元年七月十一條
10. ↑  《肅宗實錄》35卷·二十七年十一月初九條
11. ↑  .   [2014-01-24]. （原始内容存档于2014-02-01）.